# Pautalia-Gletscher
Der Pautalia-Gletscher (bulgarisch ледник Паутали lednik Pautali) ist ein Gletscher auf der Burgas-Halbinsel im Südosten der Livingston-Insel im Archipel der Südlichen Shetlandinseln. Im Delchev Ridge der Tangra Mountains wird er westlich durch den Petko Voyvoda Peak, nördlich durch den Kalojan-Nunatak und nach Osten durch den Shabla Knoll begrenzt. Er fließt in südöstlicher Richtung zur Bransfieldstraße.
Die bulgarische Kommission für Antarktische Geographische Namen benannte ihn 2005 nach dem vormaligen Namen für die Stadt Kjustendil im Westen Bulgariens. 